# Ulrich Wehling
Pour les articles homonymes, voir Wehling.
Ulrich Wehling, né le 8 juillet 1952 à Halle, est un coureur est-allemand du combiné nordique. Il a régné sans partage sur cette discipline durant les années 1970 où il s'impose trois fois successivement aux Jeux olympiques d'hiver (premier athlète toutes disciplines à l'avoir réussi et le seul dans le combiné nordique) et devenant champion du monde.

## Biographie
Il est licencié au club SC Traktor Oberwiesenthal, ville où il est diplômé de l'école des sports pour la jeunesse.
En 1971, alors chez les juniors, il remporte le titre de champion du monde de la catégorie.
En 1972, pour sa première sélection en grand championnat, alors seulement âgé de 19 ans, il gagne le titre olympique devant son rival des années 1970, le Finlandais Rauno Miettinen, en se classant quatrième du saut et troisième du ski de fond.
En 1974, il remporte le titre de champion du monde à Falun.
En 1976, il empoche son deuxième titre olympique à Innsbruck, où il est seulement le deuxième combiné à conserver son titre, après Johan Grøttumsbråten. Plus tard dans l'année, il reçoit la Médaille Holmenkollen pour ses divers succès, y compris ses trois victoires au Festival de ski de Holmenkollen en 1975 et 1977.
Il eat finalement battu aux Championnats du monde 1978, où il se contente de la médaille de bronze derrière Konrad Winkler et Rauno Miettinen.
En 1980, aux Jeux olympiques de Lake Placid, sa dernière compétition majeure, il est de nouveau sacré champion olympique, pour devenir l'athlète le plus titré de son sport en individuel. Aux Jeux olympiques d'hiver, il est le seul avec Gillis Grafström et Georg Hackl à gagner trois fois le titre consécutivement sur la même épreuve.
Il est ensuite certifié en tant que professeur d'éducation physique et devient impliqué dans les instances directives du ski allemand. Il devient aussi membre du comité olympique est-allemand entre 1981 et 1990, et vice-président en 1990.
Il occupa jusqu'en 2013 le poste à la Fédération internationale de ski dans le comité du combiné nordique en tant que directeur des courses (race director).
Il est le mari de la lugeuse Eva-Maria Wernicke depuis 1976, avec qui il part vivre en Suisse.

## Affaire de dopage et Stasi
Dans les années 1980, alors secrétaire général de la Fédération est-allemande de ski, il est accusé d'être impliqué dans le système de dopage imposé par l'État. Il doit abandonner ses fonctions en 1992.
Il est aussi révélé en 2007, qu'il a travaillé pour la Stasi et divulgué des informations liées a des personnes.

## Palmarès

### Jeux olympiques
| Épreuve / Édition | Sapporo 1972 | Innsbruck 1976 | Lake Placid 1980 |
| Individuel        | Or           | Or             | Or               |

Les Jeux olympiques comptent également comme championnats du monde sauf pour le combiné nordique.

### Championnats du monde
| Épreuve / Édition | Épreuve / Édition | Falun 1974 | Lahti 1978 |
| Combiné nordique  | Combiné nordique  | Or         | Bronze     |

### Championnat d'Allemagne de l'Est
En 1973, Wehling remporte le Championnat d'Allemagne de l'Est. Il sera à nouveau champion en 1975, 1976, 1977, 1978 & 1979.